# Christoph Georg Rohrbach
Christoph Georg Rohrbach (* 1992 in Blankenburg (Harz)) ist ein deutscher Lehrer, Lyriker, Historiker und Literaturvermittler.

## Leben
Christoph Georg Rohrbach wuchs in Blankenburg (Harz) auf und studierte Germanistik, Geschichte, evangelische Religion und Deutsch als Fremdsprache an der Universität Greifswald und der Jagiellonen-Universität in Kraków. Er lebt und arbeitet als Lehrer am Gymnasium „Am Thie“ in Blankenburg am Harz.

## Werk
2016 erschien sein Gedichtband O. bei Parasitenpresse Köln (Lyrikreihe 036), dessen „feine Ausbeute kunsthistorischen Vokabulars“ wie „filigrane[] Oden“ von Rezensenten hervorgehoben wurden. Er veröffentlicht Texte in zahlreichen Zeitschriften und Anthologien.
2014 war er Finalist beim Poet|bewegt-Wettbewerb in Chemnitz und Vorrundenteilnehmer beim Münchner Lyrikpreis im Jahr 2016. Er setzt sich für die Vermittlung zeitgenössischer Lyrik an Schulen ein, so konnten bei dem Projekt „Buchbesprechung“ Schülerinnen und Schüler im Deutschunterricht eigene Kritiken zu neuerschienenen Gedichtbänden verfassen. Über die literarische Arbeit hinaus beschäftigt er sich mit dem kulturhistorischen Erbe des Landes Sachsen-Anhalt und der Harzregion und wurde zum Mitglied des Literaturbeirats Sachsen-Anhalt 2023 berufen, der den Kultusminister in Fragen der Literaturförderung und Pflege des literarischen Erbes berät.
Rohrbach wird gemeinsam mit Matthias Friedrich, Berit Glanz, Dirk Uwe Hansen, Tobias Reußwig und Slata Roschal zu den Autorinnen und Autoren der sogenannten „Greifswalder Schule“ gezählt.

## Veröffentlichungen

### Lyrik (Auswahl)
- O. Gedichte. Parasitenpresse, Köln 2016.

- golden verschwinden mond. In: Gratz, Michael; Hansen, Dirk Uwe (Hg.): Muse, die zehnte: Antworten auf Sappho von Mytilene. Freiraum, Greifswald 2014.

- als er an ihrem grab gestanden. In: Glanz, Berit; Hansen, Dirk Uwe (Hg.): Und bey den liechten Sternen stehen: Gedichte zu Sibylla Schwarz’ 400. Geburtstag. Reinecke&Voß, Leipzig 2021.